# Дырка
Ды́рка — квазичастица, носитель положительного заряда, равного элементарному заряду, в полупроводниках. Представление о квазичастице с положительным зарядом и положительной эффективной массой есть не что иное, как терминологическая замена представлению о реальной частице с отрицательным зарядом и отрицательной эффективной массой.
Определение термина «дырка» по ГОСТ 22622-77: «Незаполненная валентная связь, которая проявляет себя как положительный заряд, численно равный заряду электрона».
Понятие дырки вводится в зонной теории твёрдого тела для описания электронных явлений в не полностью заполненной электронами валентной зоне.
В электронном спектре валентной зоны часто возникает несколько зон, различающихся величиной эффективной массы и энергетическим положением (энергетические зоны лёгких и тяжёлых дырок, зона спин-орбитально отщеплённых дырок).

## Дырки в физике твёрдого тела
В физике твёрдого тела дырка — это отсутствие электрона в почти полностью заполненной валентной зоне. В некотором смысле поведение дырки в полупроводнике похоже на поведение пузырька в полной бутылке с водой.
Для создания заметной концентрации дырок в полупроводниках используется легирование полупроводника акцепторными примесями.
Кроме того, дырки могут возникать в собственном (нелегированном) полупроводнике из-за возбуждения электронов и перехода их из валентной зоны в зону проводимости в результате внешних воздействий: нагрева, освещения светом с достаточной (превосходящей ширину запрещённой зоны) энергией фотонов или облучения полупроводника ионизирующим излучением.
В случае кулоновского взаимодействия дырка с электроном из зоны проводимости могут образовать связанное состояние, квазичастицу, называемую экситоном.

### Упрощённая аналогия дырки

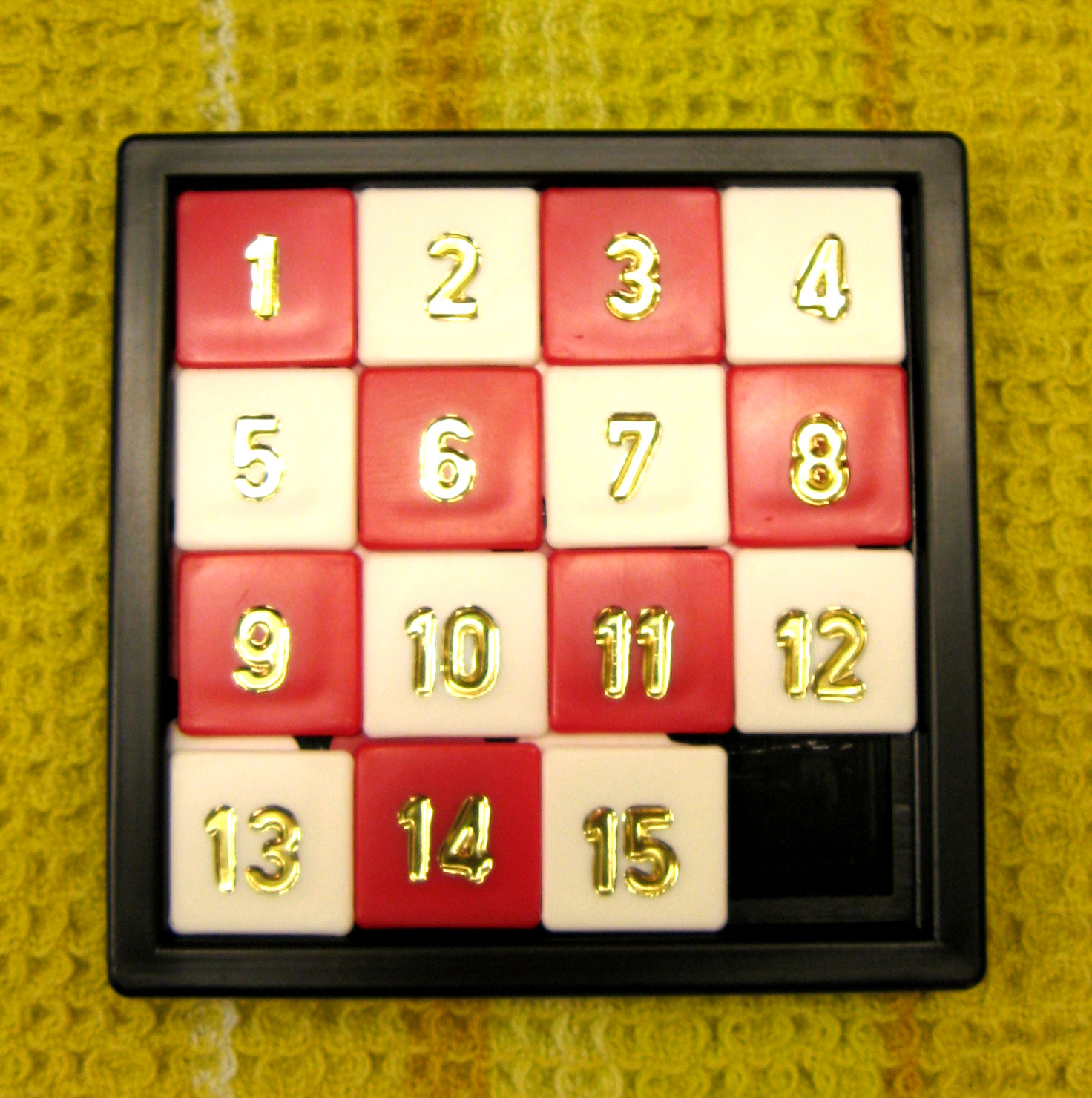
Другая упрощённая модель перемещения дырки в игре «15». Перемещение плиток (модель электронов) вызывает перемещение пустого места (модель дырки).

Дырочную проводимость можно объяснить при помощи следующей аналогии: имеется ряд кресел с сидящими людьми в аудитории, причём все кресла в ряду заполнены. Если кто-нибудь где-то из середины ряда хочет уйти, он перелезает через спинку кресла в соседний ряд свободных кресел и уходит. Здесь пустой ряд — аналог зоны проводимости, а ушедшего человека можно сравнить со свободным электроном. Представим, что ещё кто-то пришёл и хочет сесть. Из пустого ряда плохо видно сцену, поэтому там он не садится. Но и занять освободившееся кресло в заполненном ряду он не может, так как оно расположено далеко внутри ряда. Для того, чтобы усадить нового зрителя, человек, сидящий возле свободного стула, пересаживается на него, на освободившееся место пересаживается другой человек из соседнего с пустым кресла и это повторяют все соседи с пустым местом. Таким образом, пустое место как бы сдвигается к краю ряда. Когда это пустое место окажется рядом с новым зрителем, он сможет сесть.
В этом процессе каждый сидящий передвинулся. Если бы зрители обладали отрицательным зарядом, такое движение можно было бы уподобить электрической проводимости. Если вдобавок в этой модели предположить, что стулья заряжены положительно, а люди — отрицательно, и их заряды равны по модулю, то ненулевым суммарным зарядом будет обладать только свободное место. Это грубая модель объяснения дырочной проводимости.
Однако на самом деле из-за волновой природы электрона и свойств кристаллической решётки дырка не локализована в определённом месте, как описано выше, а «размазана» по части кристалла размером во много сотен размеров элементарной ячейки кристалла.

### Более подробное описание

Полупроводниковая структура электронных зон (справа) показывает дисперсионное соотношение в каждой зоне, то есть энергию электрона E как функцию волнового вектора электрона k. «Незаполненная зона» — это зона проводимости, при увеличении k её дно изгибается вверх, проявляя положительную эффективную массу. «Заполненная зона» является валентной зоной, при увеличении k её вершина изгибается вниз, указывая на отрицательную эффективную массу.

Приведённая модель дырки в виде перемещения людей в аудитории сильно упрощена и не в состоянии объяснить, почему дырки ведут себя в твёрдом теле подобно положительно заряженным частицам с некоторой массой, что на макроскопическом уровне проявляется в эффекте Холла и эффекте Зеебека. Более точное и подробное с квантовомеханической точки зрения объяснение приведено ниже.
Квантовомеханическое рассмотрение электронов в твёрдом теле
В квантовой механике электроны можно рассматривать как волны де Бройля, а энергию электрона — как частоту этих волн.
Локализованный электрон представляет собой волновой пакет, и движение электрона как отдельной частицы определяется через формулу для групповой скорости волнового пакета.
Приложенное электрическое поле воздействует на электрон, смещая все волновые векторы в волновом пакете, и электрон ускоряется, когда изменяется групповая скорость его волны. Дисперсионное соотношение определяет, как электроны реагируют на силы (с привлечением понятия эффективной массы). Дисперсионное соотношение — это выражение для связи между волновым вектором (или k-вектором, модуль которого называют волновым числом) и энергией электрона в любой из разрешённых зон. Поэтому реакция электрона на внешнюю приложенную силу полностью определяется его дисперсионным соотношением. Свободный электрон имеет дисперсионное соотношение {\displaystyle E=\hbar ^{2}k^{2}/2m}, где {\displaystyle m} — масса покоящегося электрона в вакууме, {\displaystyle \hbar } — редуцированная постоянная Планка.
Вблизи дна зоны проводимости полупроводника в дисперсионное соотношение {\displaystyle E=E_{c}+\hbar ^{2}k^{2}/2m_{e}^{*}} входит эффективная масса электрона {\displaystyle m_{e}^{*}}, поэтому электрон с энергией вблизи дна зоны проводимости реагирует на внешнюю приложенную силу как обычная частица с положительной эффективной массой — при увеличении волнового числа энергия увеличивается, что выражается на графике в изгибе дна зоны проводимости вверх; через {\displaystyle E_{c}} обозначена энергия дна (нижнего края) зоны.
Электроны с энергиями вблизи верха («потолка») валентной зоны {\displaystyle E_{v}} при приложении силы ведут себя так, как будто они имеют отрицательную массу, поскольку при увеличении волнового числа энергия уменьшается. При этом в простейшем случае дисперсионное соотношение записывается как
{\displaystyle E=E_{v}-{\frac {\hbar ^{2}k^{2}}{2m_{h}^{*}}}}.
Символ {\displaystyle m_{h}^{*}} обозначает эффективную массу дырки. Чтобы избежать использования отрицательных масс, в соотношении {\displaystyle E(k)} подставлен минус.

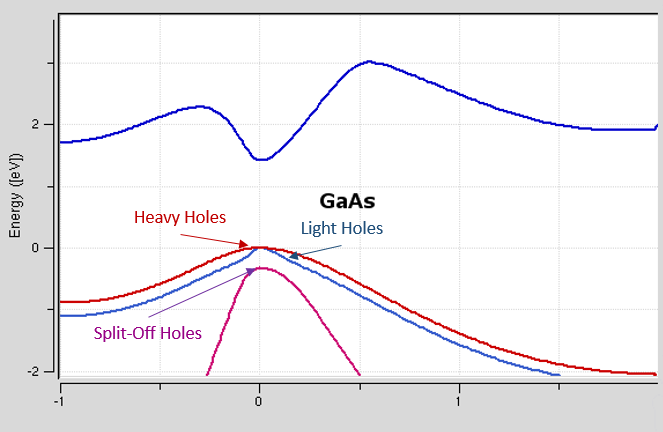
Ветви в валентной зоне полупроводника, им соответствуют разные эффективные массы дырки.

Таким образом, электроны в верхней по энергии части валентной зоны движутся противоположно направлению силы, причём это движение определяется не тем, заполнена зона или нет, а только зависимостью {\displaystyle E(k)} энергии от волнового числа — при увеличении волнового числа энергия уменьшается, что выражается на графике в изгибе верха валентной зоны вниз. Если бы была физическая возможность убрать все электроны из валентной зоны и поместить туда только один электрон с энергией вблизи максимума валентной зоны, то этот электрон двигался бы противоположно направлению внешней силы.
Зависимость {\displaystyle E(k)} может иметь более сложный вид, нежели параболический, а также являться неоднозначной. Для многих материалов наличествуют две ветви энергетического спектра валентной зоны, с общим максимумом, которым отвечают две разные эффективные массы {\displaystyle m_{hh}^{*}} и {\displaystyle m_{lh}^{*}}. Дырки, которые занимают состояния с большей по величине массой, называются тяжёлыми дырками, а с меньшей по величине массой — лёгкими дырками (обозначения hh, lh — от англ. heavy hole, light hole). Также обычно существует чуть ниже лежащая ветвь дырок, отщеплённых за счёт спин-орбитального взаимодействия, со своей эффективной массой {\displaystyle m_{soh}^{*}} (soh — англ. split-off hole). Названные ветви, показанные на рисунке, не всегда наносятся на чертежи в полном составе, из-за чего наличие нескольких «типов» дырок иногда воспринимается как непонятный факт. 
Проводимость в валентной зоне
Полностью заполненная электронами валентная зона не участвует в электропроводности полупроводника.
Один из вариантов объяснения этого явления состоит в том, что электронные состояния вблизи верха валентной зоны имеют отрицательную эффективную массу, в то время как электронные состояния в глубине валентной зоны имеют положительную эффективную массу. При приложении внешней силы, вызванной, например, электрическим полем на электроны валентной зоны, возникают два равных и противоположно направленных тока которые взаимно компенсируют друг друга и суммарная плотность тока в результате равна нулю, то есть материал ведёт себя как изолятор.
Если из валентной зоны, полностью заполненной электронными состояниями удалить один электрон, то баланс токов нарушится. При наложении поля движение электронов с отрицательной эффективной массой движущемся в обратном направлении (относительно электронов с положительной эффективной массой) эквивалентно движению положительного заряда с положительной эффективной массой в том же направлении.
Дырка в верхней части валентной зоны будет двигаться в том же направлении, что и электрон вблизи верха валентной зоны, и поэтому аналогия с аудиторий тут не подходит, так как пустующее кресло в той модели движется противоположно направлению пересаживания людей и имеет «нулевую массу», в случае же электронов в валентной зоне происходит движение электронов в пространстве волновых векторов и приложенная сила перемещает все электроны валентной зоны в пространстве волновых векторов, а не в реальном пространстве, тут ближе аналогия с пузырьком воздуха в потоке воды, который перемещается вместе с потоком, а не против потока.
Так как {\displaystyle F=ma}, где {\displaystyle F} — сила, {\displaystyle a} — ускорение, электрон с отрицательной эффективной массой сверху валентной зоны будет двигаться в противоположном направлении, также как электрон с положительной эффективной массой снизу зоны проводимости при воздействии электрических и магнитных сил.
Исходя из вышесказанного, дырку можно рассматривать как квазичастицу, ведущую себя в электрических и магнитных полях как реальная частица с положительными зарядом и массой. Это связано с тем, что частица с отрицательными зарядом и массой ведёт себя в этих полях так же, как частица с положительными зарядом и массой. Поэтому в рассмотренном случае дырки можно рассматривать как обычные положительно заряженные квазичастицы, что и наблюдается, например, при экспериментальном определении знака заряда носителей заряда в эффекте Холла.

## Понятие дырок в квантовой химии
Термин «дырка» также используется в вычислительной химии, где основное состояние молекулы интерпретируется как вакуумное состояние — условно принимается, что в этом состоянии нет электронов. В такой модели отсутствие электрона в разрешенном состоянии называется «дыркой» и рассматривается как некоторая частица. А присутствие электрона в обычно пустом пространстве просто называют «электроном». Такая терминология практически идентична используемой в физике твердого тела.

## Комментарии
1. ↑  Психологически людям легче оперировать с понятием квазичастица, нежели привыкнуть к словосочетанию отрицательная масса, пусть даже единственное, что связывает массу как физическую величину, определяющую инерционные и гравитационные свойства тел, с физической величиной, называемой эффективной массой электрона в кристалле, — это размерность и употребление слова масса в названии термина.